# 울산 북구의 향토문화재
울산 북구의 향토문화재는 다음 각호의 1에 해당하는 것을 말한다.
1. 「문화재보호법」및「울산광역시 문화재 보호 조례」에 의거 문화재로 지정되지 아니한 것으로서 향토의 역사·예술·학술상 가치가 있는 것과 이에 준하는 유·무형의 자료
2. 향토문화재로서 보존가치가 있을 것으로 기대되는 유적
3. 향토문화, 토속, 풍속을 연구하는데 필요한 자료

## 참고 문헌
- 울산 북구 홈페이지 - 고시/공고
- 북구공보